# Hussein Sibomana
Hussein Sibomana (ur. 17 marca 1986 w Kigali) – rwandyjski piłkarz grający na pozycji pomocnika, reprezentant kraju.

## Kariera klubowa
Sibomana karierę klubową rozpoczął w 2008 roku w grającym w I lidze Rwandyjskiej Mukura Victory Sports. Z tym klubem żadnych wielkich sukcesów nie osiągnął, ale miał pewne miejsce w podstawowej jedenastce w tej drużynie. W 2010 roku zdecydował się odejść do stołecznego Kiyovu Sport. W sezonie 2012/2013 grał w Rayon Sports, z którym wywalczył mistrzostwo Rwandy. W sezonie 2013/2014 był piłkarzem AS Kigali FC, w latach 2014-2016 - Kiyovu Sport, w sezonie 2016/2017 - Pépinière FC, a w sezonie 2017/2018 - Police FC.

## Kariera reprezentacyjna
W reprezentacji Rwandy zadebiutował w 2009 roku wchodząc z ławki dla rezerwowych. Pierwszy mecz w wyjściowej jedenastce rozegrał w 2011 roku. W kadrze narodowej do 2012 roku rozegrał 6 meczów.